# Église Santi Antonio da Padova e Annibale Maria
L'église Santi Antonio da Padova e Annibale Maria (en français : église Saints-Antoine-de-Padoue-et-Hannibal-Marie) est une église romaine située dans le quartier Tuscolano sur la Piazza Asti et dédiée à saint Antoine de Padoue et Annibale Maria Di Francia.

## Historique
L'église construite sur les plans de l'architecte Raffaele Bocconi, devient paroisse en 1956 et fut allouée aux Rogationistes du Cœur de Jésus dont le fondateur de l'ordre, Annibale Maria Di Francia, était co-titulaire du titre de l'église. Elle fut consacrée le 27 mai 1965 et obtint en 1973 le titre cardinalice Sant'Antonio da Padova in Via Tuscolana institué par le pape Paul VI.

## Architecture
La façade se compose de trois portails et de cinq fenêtres alignées surmontées de tympans. L'intérieur est constitué de trois nefs dont une centrale nettement plus large, d'un tabernacle d'albâtre, et de statues de bronze. Le campanile mesure 47 mètres, faisant de lui le plus haut de Rome.

## Sources et références
- Église Santi Antonio da Padova e Annibale Maria sur Commons